# Lei de Proteção à Mulher de 2006 (Paquistão)

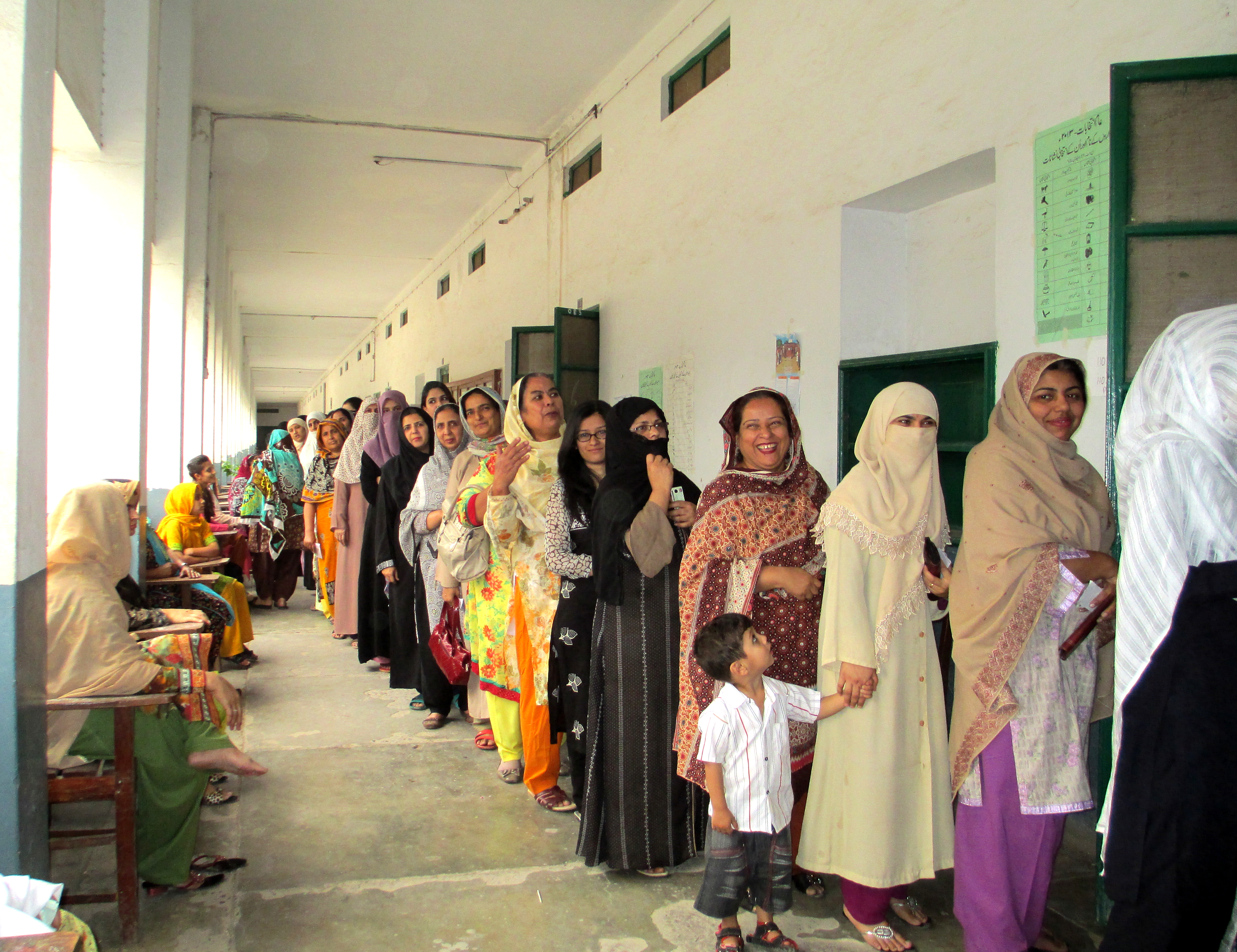
Mulheres paquistanesas em fila de votação durante as eleições legislativas do Paquistão de 2013.

A Lei de Proteção à Mulher de 2006 (em Urdu: خواتین کے تحفظ کے بل) é um ato legislativo aprovado pela Assembleia Nacional do Paquistão em 15 de novembro de 2006. Destina-se a reconsiderar certas disposições das Ordenanças de Hudood, promulgada em 1979 pelo regime militar de Muhammad Zia-ul-Haq, chefe do exército, que pretendia islamizar a sociedade paquistanesa. A lei progressista de 2006 foi aprovada por outro regime militar, o de Pervez Musharraf, que chegou ao poder em 1999.
A lei altera principalmente as disposições sobre estupro, eliminando a exigência de que a mulher indique quatro testemunhas do sexo masculino, obrigatoriamente muçulmanas, para provar seu não consentimento e impedir que ela seja processada por relacionamento extraconjugal ou adultério. Por sua vez, o adultério não está mais sujeito à pena de morte e os tribunais religiosos não são mais competentes para julgá-lo. A lei também proíbe relações sexuais com meninas com menos de dezesseis anos, bem como raptos de mulheres e casamentos forçados ou arranjados.

## Antecedentes e aprovação da lei
Em 1977, o Governo do Partido Popular do Paquistão, do primeiro-ministro Zulfikar Ali Bhutto, foi derrubado pelo chefe do exército paquistanês Muhammad Zia-ul-Haq, que estabeleceu um regime militar que durou quase onze anos. Para criar legitimidade, o general pretendia islamizar profundamente a sociedade paquistanesa. Como tal, ele aprovou as Ordenanças Hudood, em 1979, visando aumentar significativamente as disposições religiosas da lei. Em 1999, Pervez Musharraf, outro chefe do exército, assumiu o poder após um golpe de estado, aplicando uma lógica reversa à de Zia-ul-Haq em seu poder, tentando revisar algumas dessas disposições.
Em 2006, o primeiro ministro Shaukat Aziz iniciou debates na Assembleia Nacional do Paquistão após as eleições parlamentares de 2002. Os debates resultaram na compilação do texto de uma lei que objetivava proteger as mulheres, sendo que esta foi aprovada em 15 de novembro de 2006. No entanto, quase 44 membros eleitos do partido no poder, a Liga Muçulmana do Paquistão, se recusam a participar da votação. Com o apoio do principal partido da oposição, o Partido Popular do Paquistão, a lei foi aprovada com 188 votos entre 342 membros aptos a votar. O O Senado confirma a lei em 2 de dezembro de 2006.